# Los placeres prohibidos
Los placeres prohibidos es un libro de poemas escrito por Luis Cernuda publicado en 1931. En esta obra se aprecia una aproximación de Cernuda a la estética del surrealismo (que ya había tanteado en Un río, un amor), una trayectoria paralela a la de otros escritores de su generación, como Rafael Alberti y Federico García Lorca, que también adoptaron la técnica poética surrealista (en Sobre los ángeles y Poeta en Nueva York, respectivamente). 
Este libro estará inspirado en un joven actor gallego  llamado Serafín Fernández Ferro del que  Luis Cernuda  se enamora, el cual le presentó Federico García Lorca; pero este le supondrá un amor fallido e insatisfecho, ya que solo le corresponde cuando necesita dinero. 
El volumen está compuesto por poemas en verso libre y poemas en prosa, y la temática dominante es la amorosa y erótica, insistiendo en la idea, muy característica de Cernuda, de la distancia entre La realidad y el deseo (que da título de sus obras completas).
- Datos: Q5981118